# پادوسپان سوم
پادوسپان سوم پور آفریدون هشتمین اسپهبد دودمان پادوسپانیان بود که میان سال‌های ۲۷۲ تا ۲۹۰ هجری، به مدت ۱۸ سال، بر رویان حکومت داشت.
پادوسپان پیش از رسیدن به اسپهبدی، در لشکر داعی کبیر حضور داشت و در برخی جنگ‌ها او را یاری داد. در زمان حمله یعقوب لیث صفاری نیز با یعقوب همکاری داشته و از سوی او فرماندار طبرستان شد ولی داعی اجازهٔ این کار را نداده و پس از خروج یعقوب طبرستان را پس گرفت.
در زمان حکومت پادوسپان در سال ۲۸۷ هجری امیر اسماعیل سامانی بر یعقوب غلبه کرد و بنا بر حکم خلیفه عباسی، برای گرفتن گرگان و طبرستان لشکر کشید. القائم بالحق، داعی وقت علویان طبرستان، در این حمله شکست خورد و در ۵ شوال ۲۸۷ کشته شد. گرچه از آن پس والیان سامانی در طبرستان حکومت داشتند، لیکن قلمرو کوهستانی رویان در محدوده‌های آنان نبود و اسپهبدان پادوسپانی استقلال خود را حفظ کردند.